# Lot (urbanisme)
 (avril 2019).
Pour les articles homonymes, voir Lot.
En urbanisme, un lot ou une unité foncière est définie par le Conseil d’État comme un  « îlot d'un seul tenant composé d'une ou plusieurs parcelles appartenant à un même propriétaire ou à la même indivision »,,.